# Armata Rossa Ruhr

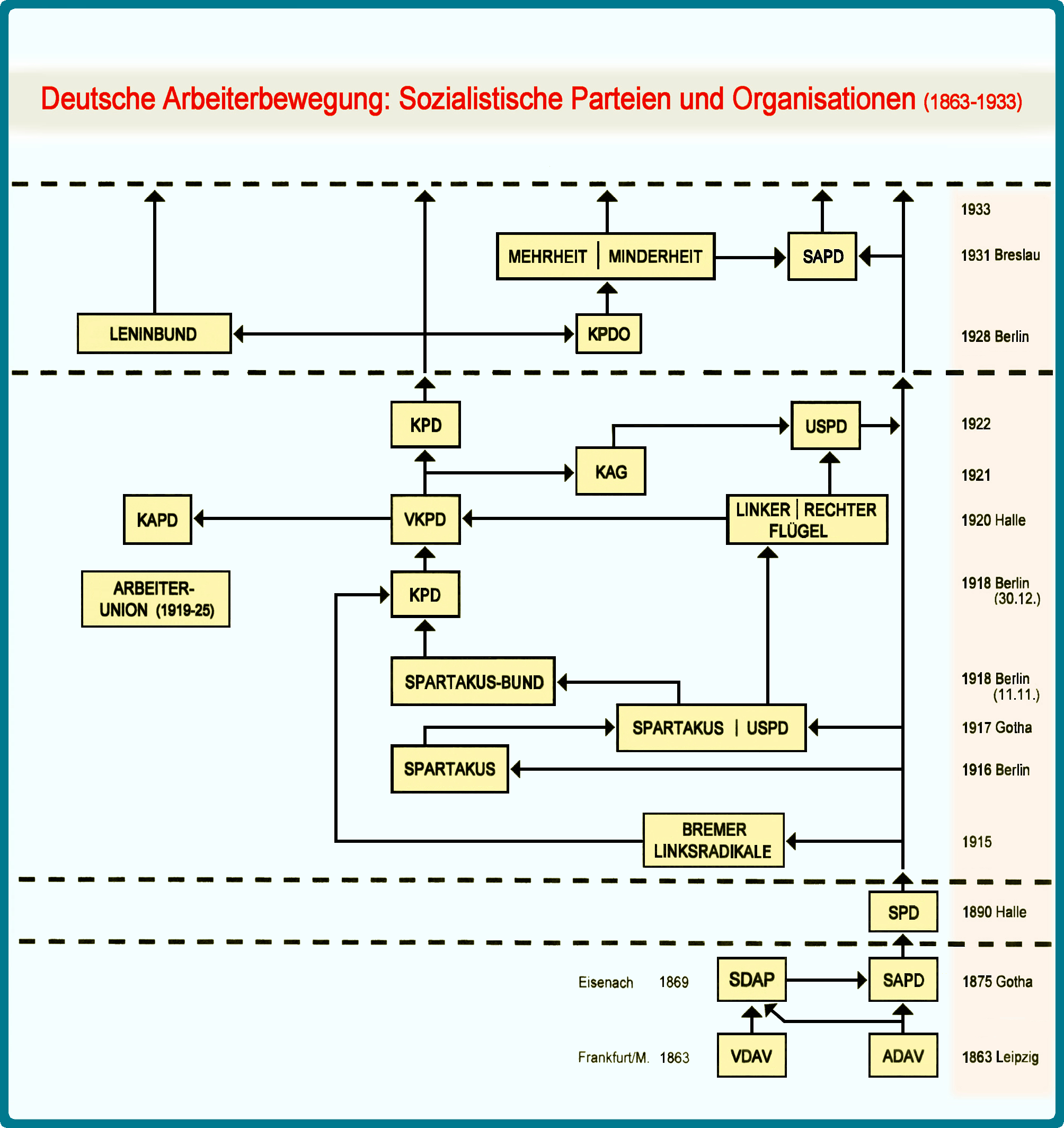
Relazioni e derivazioni nello sviluppo della sinistra tedesca. Nell'organigramma della foto sembra che sia KPD che KAPD derivino entrambi dal VKPD e siano quindi due strutture emanate parallelamente dallo stesso partito. In realtà non fu così: dal momento che il nome del KPD fu per due anni VKPD, il KAPD risulta essere nato dalla scissione del KPD in alto Mehrheit significa maggioranza e Minderheit significa minoranza, Leninbund è una frazione di seguaci di Zinoviev e di Lev Trotsky; KPOD è il nome assunto dal KPD nel 1927/28 e SAPD è il Partito Socialista Tedesco Dei Lavoratori; scendendo verso il basso il KPD e il partito comunista tedesco, il KAG è il Collettivo comunista di lavoro; di sotto linker rechter flugel cioè ala sinistra e destra dell'USPD da cui a sinistra furiesce il VKPD che altro non è che il KPD

Rote Ruhrarmee, in tedesco, Armata Rossa Ruhr o ancora Esercito Rosso Ruhr è stata una milizia militare di 50 000 lavoratori, formata essenzialmente da operai facenti capo all'ala del Partito Comunista di Germania (KPD), da cui nascerà il KAPD e della Libera Unione Lavoratori di Germania, scissione della Libera associazione tedesca dei sindacati e poi confluita nella Associazione Internazionale Lavoratori
. L'Armata Rossa Ruhr fu fondata nella valle della Ruhr, che era ed è tuttora la più ricca zona industriale della Germania, il 13 marzo 1920, come reazione al Putsch di Kapp. Precedentemente vi era stato il sollevamento dei marinai di Stoccarda e la rivolta della guarnigione di Monaco, ed ancor prima la rivolta di Berlino e nel prosieguo l'insurrezione di Amburgo del 1923.
Dopo aver indetto lo sciopero generale il 14 marzo 1920, l'Armata Rossa Ruhr sconfisse i Freikorps che intervennero con l'esercito regolare costituendo una delle più grandi armate operaie (seconda numericamente alla colonna denominata i 100.000 combattenti rossi di Ernst Thälmann, del 1928) nella storia d'Europa. Il periodo in cui la formazione agì è conosciuto sotto i nomi di Märzrevolution (Rivoluzione di marzo) e Ruhr Uprising (Ruhraufstand). Gli scioperanti conquistarono Düsseldorf, Elberfeld, Essen e presero il controllo su tutta la zona della Ruhr.
Dopo il fallimento dei negoziati fra governo e scioperanti fu inviato di nuovo l'esercito in zona appoggiato da uomini dei Freikorps che massacrarono molti lavoratori e ripresero il controllo del territorio. Da parte dei Freikorps vi furono 250 caduti e 1000 nell'Armata rossa Ruhr. Il 12 aprile il generale von Watter vietava qualsiasi comportamento illegale dei suoi soldati per porre fine alle battaglie e scontri nella regione della Ruhr. Josef Römer, uno dei capi dei Freikorps, all'avvento del regime nazionalsocialista, assieme ad altri della medesima provenienza, passò su posizioni di estrema sinistra formando squadre paramilitari con gli operai animatori della Resistenza tedesca armata.